# Ковальчак Григорій Іванович

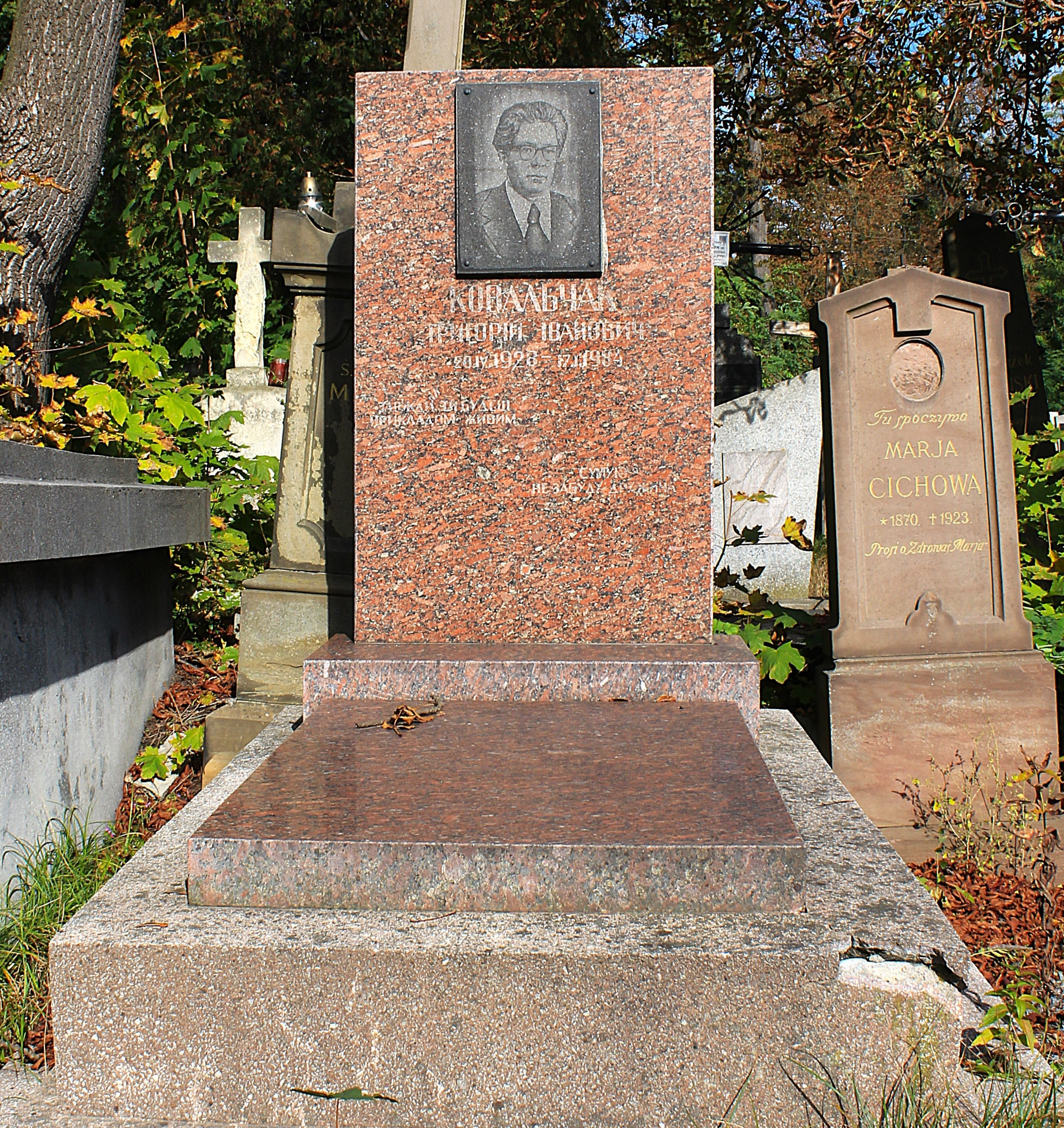
Нагробок на могилі економіста Григорія Ковальчака.

Григорій Іванович Ковальчак (20 квітня 1928, Морозовичі — 17 січня 1984, Львів) — український економіст, дослідник історії економіки України, кандидат економічних наук (з 1955 року).

## Біографія
Народився 20 квітня 1928 року в селі Морозовичах (нині Старосамбірського району Львівської області). У 1950 році закінчив Львівський торгово-економічний інститут. У 1950–1952 роках — викладач Львівського торговельного технікуму. Захистив кандидатську дисертацію на тему: «Умови праці й процес абсолютного зубожіння робітників Східної Галичини в епоху імперіалізму».
Упродовж 1952–1984 років працював в Інституті суспільних наук АН УРСР. Помер у Львові 17 січня 1984 року.Похований на 8 полі Янівського цвинтаря.

## Наукова діяльність
Один із небагатьох науковців досліджував економічні історії народного господарства західних земель України. Автор понад 80 друкованих праць. Серед них:
- Розвиток промисловості в західних областях України за 20 років Радянської влади: Історико-економічний нарис. Київ, 1965;
- Індустріальний розвиток західних областей України в період комуністичного будівництва. Київ, 1973;
- Польская Народная Республика в содружестве стран — членов СЭВ: Экономический очерк. Київ, 1980;
- Історія народного господарства Української РСР, томи 1-3. Київ, 1983-84 (у співавторстві);
- Економічний розвиток західноукраїнських земель. Київ, 1988.